# سندرم متابولیک
سندرم متابولیک یا نشانگان سوخت و سازی (به انگلیسی: Metabolic syndrome) به مجموعه‌ای از شرایط مانند فشار خون بالا، سطوح افزایش یافتهٔ انسولین در خون، چربی انباشتهٔ اضافی در اطراف شکم و سطوح افزایش یافتهٔ چربی خون، چاقی شکمی، دیابت، تری گلیسیرید بالا و HDL پایین گفته می‌شود که با هم رخ می‌دهند و خطر ابتلا به بیماری‌های قلبی، سکته و دیابت را افزایش می‌دهند.
در بسیاری از موارد سندروم متابولیک، اکثریت این شرایط، همزمان با هم وجود دارند و ریسک ابتلا به بیماری قلبی، سکته و دیابت را افزایش می‌دهند. داشتن تنها یکی از شرایط ذکر شده دال بر ابتلا به سندرم متابولیک نیست ولی می‌تواند منجر به ابتلا به بیماری‌های جدی دیگری شود.
- همهٔ صاحب نظران بر سر تعریف سندرم متابولیک توافق ندارند. برخی از پزشکان این دسته از عوامل خطر، را به اسامی مختلف، از جمله سندرم X و سندرم مقاومت به انسولین نامیده‌اند.

اگر فردی مبتلا به سندرم متابولیک یا یکی از اجزای آن باشد، تغییرات قابل توجه در شیوهٔ زندگی می‌تواند از ابتلا به بیماری‌های مرتبط پیشگیری به عمل آورده یا دست کم ابتلا به آن‌ها را به تأخیر بیندازد.

## تعریف
نشانگاه سوخت و سازی به‌طور معمول با وجود دست کم سه مورد از پنج مورد زیر تعریف می‌شود:
- چاقی شکمی (مرکزی) دور شکم برای زنان بیشتر از ۸۸ سانتی‌متر و برای مردان بیشتر از ۱۰۲ سانتی‌متر
- فشار خون بالا (بیش از ۱۴۰/۸۵ میلی‌متر جیوه)
- افزایش گلوکز پلاسمای ناشتا (بیش از ۱۰۰ میلی‌گرم در هر دسی لیتر خون)
- تری گلیسیرید سرمی بالا (بیش از ۲۰۰ میلی‌گرم در هر دسی لیتر خون)
- سطوح پایین لیپوپروتئین پر چگال (کمتر از ۵۰ میلی‌گرم در هر دسی لیتر)

همچنین این سندرم با خطر ابتلا به بیماری‌های قلبی عروقی و دیابت نوع ۲ ارتباط دارد.

## علائم
ابتلا به نشانگان متابولیک بدین معنا است که بیمار همزمان مبتلا به بیش از ۳ نارسایی مرتبط با متابولیسم است (حداقل سه تا از چهارتا)؛ این نارسایی‌ها عبارت هستند از:
- چاقی به ویژه چاقی شکمی (چاقی سیبی شکل)
- افزایش فشار خون سیستولیک (عدد بزرگ‌تر) بالاتر از ۱۴۰ میلی‌متر جیوه یا فشار دیاستولیک (عدد کوچک‌تر) بالاتر از ۹۰ میلی‌متر جیوه.
- سطوح افزایش یافتهٔ تری گلیسرید و سطوح پایین کلسترول خوب یا HDL (لیپوپروتئین با چگالی بالا) در خون.
- مقاومت به انسولین. انسولین هورمونی است که به تنظیم مقادیر قند خون کمک می‌کند.

ابتلا به یکی از اجزای سندرم متابولیک بدین معنا است که احتمال ابتلا به دیگر اجزای سندرم نیز وجود دارد. هرچه به اجزای بیشتری از سندرم متابولیک مبتلا باشید، به میزان بیشتری سلامتی شما در معرض خطر است. برخی از بیماری‌های همراه عبارتند از کبد چرب، هایپراوریسمی، سندرم تخمدان پلی‌کیستیک، آکانتوز نیگریکانس و اختلال نعوظ در مردان.
دراثر فشار خون، دیابت و افزایش چربی خون همانگونه که عروق کرونر دچار انسداد می‌شوند سایر عروق بدن از جمله گردن و اندام‌ها نیز مسدود می‌شوند، این انسداد عروق موجب سیاه شدن دست و پا، ایجاد درد در اندام‌ها و سکته‌های مغزی می‌شود.

## زمان برخورداری از حمایت‌های بالینی
چنانچه شما از ابتلا به یکی از اجزای نشانگان متابولیک آگاه باشید، اجزایی مانند فشار خون بالا، کلسترول بالا یا چاقی سیبی شکل، احتمالاً به دیگر اجزا نیز دچار هستید و خودتان مطلع نیستید. بهتر است در این شرایط پزشک خود را ملاقات کنید. از وی بپرسید آیا نیازی به تست کردن دیگر اجزای سندرم متابولیک وجود دارد و برای پیشگیری از ابتلا به بیماری‌های جدی و خطرناک چه می‌توان کرد؟

## علل بیماری
سازوکار دقیق ایجاد نشانگان متابولیک در درست تحقیق است. اکثر بیماران مسن چاق کم‌تحرک و دارای درجه‌ای از مقاومت به انسولین هستند. استرس نیز می‌تواند عاملی باشد. مهم‌ترین عوامل خطر عبارتند از رژیم غذایی (به خصوص قند شیرین آشامیدنی مصرف) و ر بی تحرکی یا کمبود فعالیت فیزیکی اختلال چرخه خواب و مصرف بیش از حد الکل است. در مورد اینکه آیا چاقی یا مقاومت به انسولین باعث ایجاد سندرم متابولیک می‌شوند یا پیامدهای آن هستند بحث وجود دارد. تعدادی از نشانگرهای سیستمیک التهاب از جمله پروتئین واکنشی سی، اینترلوکین ۶، فاکتور نکروز دهنده تومور-آلفا و دیگران و نیز افزایش اسید اوریک ناشی از رژیم غذایی در این زمینه دخیل دانسته می‌شوند.
در افراد مبتلا به مقاومت انسولین، سلول‌ها به صورت نرمال به انسولین پاسخ نمی‌دهند و گلوکز به آسانی نمی‌تواند وارد سلول‌ها شود. در این حالت واکنش بدن ترشح بیشتر و بیشتر انسولین برای کمک به ورود گلوکز به درون سلول‌ها است؛ در نتیجه مقادیر انسولین در خون بسیار بالا خواهد بود. در نهایت زمانی که بدن قادر به ساخت انسولین کافی برای کنترل گلوکز خون در حد طبیعی نیست، بیماری دیابت بروز خواهد کرد.
ترکیبی از عوامل  ژنتیکی و محیطی علل ایجاد مقاومت انسولینی هستند. برخی از افراد به صورت ژنتیکی مستعد مقاومت به انسولین هستند و این استعداد را از والدین خود به ارث می‌برند. از عوامل محیطی، چاق بودن و بی تحرک بودن از عوامل اصلی ابتلا به سندرم متابولیک هستند.

## عوامل افزایش دهنده خطر ابتلا به سندرم متابولیک
- سن: ریسک سندرم متابولیک با بالا رفتن سن افزایش می‌یابد. این سندرم کمتر از ۱۰ درصد از افراد را در سنین ۲۰ تا ۳۰ سالگی مبتلا می‌سازد در حالی که ۴۰ درصد از افراد را در بالای ۶۰ سالگی مبتلا می‌سازد.
- نژاد: اسپانیایی‌ها در بین کشورهای اروپایی و آسیایی‌ها بیش از سایر نژادها در معرض ابتلا به سندرم متابولیک قرار دارند.
- چاقی: نمایه توده بدن بالاتر از ۲۵ میزان خطر ابتلا به سندرم متابولیک را افزایش می‌دهد. شاخص توده بدنی یا BMI مقیاسی برای اندازه‌گیری درصد چربی بدن است که بر اساس وزن و قد محاسبه می‌شود. همچنین افراد با چاقی شکمی یا چاقی سیبی شکل بیش از افراد با چاقی گلابی شکل در معرض ابتلا به سندرم متابولیک قرار دارند.
- سابقهٔ ابتلا به دیابت: چنانچه فرد دارای تاریخچهٔ خانوادگی ابتلا به دیابت نوع دو باشد یا سابقه ابتلا به دیابت در دوران بارداری را داشته باشد، احتمال ابتلا به سندرم متابولیک در وی افزایش می‌یابد.
- دیگر بیماری‌ها: ابتلا به فشار خون بالا، بیماری قلبی عروقی یا سندرم تخمدان پلی کیستیک نیز ریسک ابتلا به سندرم متابولیک را افزایش می‌دهند. لازم است ذکر شود که سندرم تخمدان پلی کیستیک نوعی از اختلالات متابولیک است که ریشه آن نیز مقاومت به انسولین بوده و همراه با اختلالات هورمون‌های زنانه و سیستم تولید مثل می‌باشد.

## عوارض
سندرم متابولیک منجر به پیشرفت مشکلات و بیماری‌های زیر می‌شود:
- دیابت: چنانچه عادات غذایی خود را در جهت کنترل مقاومت انسولین خود تغییر ندهید، سطوح قند خون شما به افزایش خود ادامه می‌دهند. در نتیجهٔ ابتلا به سندرم متابولیک، حتی اگر در ابتدا دچار دیابت نباشید در آینده مبتلا به دیابت خواهید شد.
- بیماری قلب عروقی: کلسترول بالا و فشار خون بالا منجر به افزایش تدریجی پلاک‌های سخت در دیواره‌های عروقی می‌شوند. این پلاک‌ها منجر به تنگ و باریک شدن عروق می‌شوند که در نهایت به حمله قلبی یا سکته منجر می‌گردند.

## آزمایش‌های تشخیصی
در صورتی که شما مبتلا به بیش از سه ویژگی مرتبط با این سندرم باشید، پزشک برای شما تشخیص سندرم متابولیک را خواهد داد.
سازمان و انجمن‌های مختلف، معیارهایی برای تشخیص سندرم متابولیک دارند. بر اساس تقسیم‌بندی انجمن قلب آمریکا با توجه به راهنماهای تعریف شده، در صورت داشتن بیشتر از ۳ ویژگی
زیر، فرد، مبتلا به سندرم متابولیک می‌باشد:
1. دور کمر بیشتر از ۸۸ سانتیمتر برای زنان و ۱۰۲ سانتی‌متر برای مردان. برخی فاکتورهای خطر مانند داشتن تاریخچهٔ خانوادگی، دیابت یا نژاد آسیایی داشتن، این میزان را کمتر نیز می‌کند؛ فاکتورهای خطر ذکر شده ریسک مقاومت به انسولین را افزایش می‌دهند. چنانچه فرد یکی از فاکتورهای خطر ذکر شده را دارا باشد، میزان دور کمر به ۷۹ تا ۸۹ سانتی‌متر برای خانم‌ها و ۹۴ تا ۹۹ سانتی‌متر برای آقایان کاهش می‌یابد.
2. سطوح تری گلیسرید خون بالاتر از ۱۵۰ میلی‌گرم در دسی لیتر یا بالاتر از ۷/۱ میلی مول در لیتر یا تحت درمان بودن با داروهای کاهندهٔ تری گلیسرید بالا.
3. HDL یا کلسترول خوب پایین‌تر از ۴۰ میلی‌گرم در دسی لیتر در آقایان و پایین‌تر از ۵۰ میلی‌گرم در دسی لیتر در زنان یا دریافت درمان دارویی به منظور پایین بودن HDL خون.
4. فشار خون سیستولیک بالاتر از ۱۲۰ میلی‌متر جیوه و فشار خون دیاستولیک بالاتر از ۸۰ میلی‌متر جیوه یا دریافت درمان دارویی به منظور درمان پُرفشاری خون.
5. سطوح افزایش یافته قند خون در حد بالاتر از ۱۰۰ میلی‌گرم در دسی لیتر یا دریافت درمان دارویی به منظور درمان بالا بودن قند خون.

## مدیریت درمانی
خط اول درمان تغییر شیوه زندگی (به عنوان مثال دستورالعمل‌های تغذیه سالم و فعالیت فیزیکی) است. اما اگر پس از سه تا شش ماه تلاش در اصلاح عوامل خطر کافی نبود درمان دارویی ضرورت می‌یابد. به‌طور کلی هر یک از اختلالات تشکیل دهنده نشانگان متابولیک باید جداگانه درمان شوند. دیورتیک‌ها و بازدارنده‌های آنزیم مبدل آنژیوتانسین ممکن است برای درمان فشار خون بالا استفاده شود. داروهای کاهنده چربی خون به کاهش کلسترول از نوع لیپوپروتئین کم‌چگال و تری گلیسیرید و به افزایش سطوح لیپوپروتئین پرچگال کمک می‌کنند استفاده از داروهایی که باعث کاهش مقاومت به انسولین می‌شوند همانند متفورمین و تیازولیدیندیون مورد اختلاف نظر است؛ داروهای کاهش وزن می‌توانند به درمان اضافه وزن کمک کنند.

### غیر دارویی
تحت کنترل درآوردن تمامی فاکتورهای خطر سندرم متابولیک کار دشواری است ولی از طریق تغییر سبک زندگی و نیز در برخی موارد از طریق دارو درمانی می‌توان اجزای این سندرم را بهبود بخشید. داشتن فعالیت بدنی روزانه، کاهش وزن و ترک سیگار تغییراتی هستند که می‌توانند به کاهش فشار خون و تعادل سطوح قند و چربی خون کمک کنند. این تغییرات راه کارهایی در جهت کاهش میزان خطر سندرم متابولیک هستند.

#### فعالیت بدنی
پزشکان به ۳۰ تا ۶۰ دقیقه فعالیت بدنی روزانه با شدت متوسط را توصیه می‌کنند. به عنوان مثال می‌توانید به این میزان پیاده‌روی تند داشته باشید. در شروع ورزش و فعالیت بدنی باید توجه داشته باشید که حتماً دربارهٔ میزان و شدت آن با پزشک خود مشورت نمایید. تصور ایدئال برای انجام ورزش سنگین در فردی که سال‌ها بدون تحرک بوده‌است علاوه بر آن که غیر منطقی و نشدنی است بلکه می‌تواند عوارض جبران ناپذیری داشته باشد. نکته دیگر در میزان فعالیت بدنی آن است که برای تغییر وزن و نیز در افرادی که سال‌ها رژیم‌های یویویی گرفته‌اند شاید نیاز به افزایش زمان فعالیت بدنی تا حداقل یک ساعت در روز باشد.

#### کاهش وزن
با کاهش حتی ۵ تا ۱۰ درصد از وزن بدن، سطح انسولین و فشار خون کاهش می‌یابد و بدین ترتیب ریسک ابتلا به دیابت نیز کاهش می‌یابد. اگر شما از افزایش وزن بی‌رویه رنج می‌برید و ده‌ها کیلوگرم با وزن مطلوب خود فاصله دارید ناامید نشوید چرا که حتی کاهش ۵ تا ۱۰ درصدی از وزن بدن به کاهش سطوح انسولین و فشار خون کمک کرده و ریسک ابتلا به بیماری دیابت را نیز کاهش می‌دهد.

#### رژیم غذایی
رژیم غذایی توصیه شده برای کنترل فشار خون بالا و رژیم غذایی مدیترانه‌ای همچون بسیاری از رژیم‌های غذایی سالم دیگر، علاوه بر کاهش وزن، مزیت‌های بسیار دیگری را برای سلامتی فرد به همراه می‌آورند. این رژیم‌ها بر مصرف میوه، سبزیجات، ماهی و غلات کامل و سبوس دار تمرکز دارند و در آن‌ها مصرف چربی‌های ناسالم محدود شده‌است. پیش از آن که رژیم غذایی سرخودی را شروع کنید با پزشک خود در رابطه با شروع یک رژیم غذایی سالم مشورت کنید. توصیه می‌شود که غذاهای پُرفیبر بخورید و غلات آماده، حبوبات، میوه‌ها و سبزیجات همواره در سبد غذایی شما وجود داشته باشند. این مواد غذایی غنی از فیبر هستند در نتیجه مصرف آن‌ها سطوح انسولین را کاهش می‌دهد.

## پیشگیری
در هر دو حالت ابتلا یا عدم ابتلا به اجزای سندرم متابولیک، تغییرات زیر در سبک زندگی، ریسک بیماری‌های قلبی، دیابت و سکته را کاهش می‌دهند:
- رژیم غذایی سالمی را شروع کنید. میوه و سبزی فراوان بخورید. به جای مصرف گوشت قرمز، مصرف قسمت‌های کم چرب گوشت سفید یا ماهی را ترجیح دهید. از مصرف غذاهای فرایند شده یا پُرچرب و به شدت سرخ شده اجتناب نمایید. نمک سر سفره را حذف کرده و در عوض از سبزیجات یا دیگر ادویه‌های گیاهی به عنوان طعم دهنده غذا استفاده نمایید.
- تحرک داشته باشید. روزانه فعالیت بدنی با شدت متوسط داشته باشید.
- همواره چکاپ‌های منظم داشته باشید. در فواصل منظم، فشار خون، سطوح قند خون و چربی‌های خون خود را چک کنید. در صورتی که هر یک از آن‌ها غیر نرمال شدند بایستی تغییراتی را در سبک زندگی خود ایجاد کنید و در واقع بایستی سبک زندگی خود را تعدیل نمایید.